# Macdonald Carey
Edward Macdonald Carey (Sioux City, 15 de março de 1913 - Beverly Hills, 21 de março de 1994) foi um ator estadunidense, mais conhecido por seu papel como o patriarca Dr. Tom Horton na novela Days of Our Lives da NBC. Por quase três décadas, ele foi o personagem central do elenco do programa. Ele fez sua carreira estrelando vários filmes B das décadas de 1940, 1950 e 1960.

## Filmografia selecionada
- Star Spangled Rhythm (1942) – Louie the Lug in Skit
- Take a Letter, Darling (1942) – Jonathan Caldwell
- Dr. Broadway (1942) – Dr. Timothy Kane aka Dr. Broadway
- Wake Island (1942) – Lt. Bruce Cameron
- Shadow of a Doubt (1943) – Detetive Jack Graham
- Salute for Three (1943) – Buzz McAllister
- Suddenly, It's Spring (1947) – Jack Lindsay
- Variety Girl (1947) – ele mesmo
- Hazard (1948) – J.D. Storm
- Dream Girl (1948) – Clark Redfield
- Bride of Vengeance (1949) – Cesare Borgia
- Streets of Laredo (1949) – Lorn Reming
- The Great Gatsby (1949) – Nicholas 'Nick' Carraway
- Song of Surrender (1949) – Bruce Eldridge
- Comanche Territory (1950) – James Bowie
- The Lawless (1950) – Larry Wilder
- South Sea Sinner (1950) – William Jacob 'Jake' Davis
- Copper Canyon (1950) – Lane Travis
- Mystery Submarine (1950) – Dr. Brett Young
- The Great Missouri Raid (1951) – Jesse James
- Excuse My Dust (1951) – Cyrus Random, Jr.
- Meet Me After the Show (1951) – Jeff Ames
- Let's Make It Legal (1951) – Hugh Halsworth
- Cave of Outlaws (1951) – Pete Carver
- Count the Hours (1953) – Doug Madison
- Hannah Lee: An American Primitive (1953) – Bus Crow
- Fire Over Africa (1954) – Van Logan
- Stranger at My Door (1956) – Hollis Jarret
- Odongo (1956) – Steve Stratton
- Man or Gun (1958) – 'Maybe' Smith / Scott Yancey
- The Redeemer (1959) – Jesus Christ (voz)
- John Paul Jones (1959) – Patrick Henry
- Blue Denim (1959) – Major Malcolm Bartley, Ret.
- The Devil's Agent (1962) – Mr. Smith
- The Damned (1962) – Simon Wells
- Stranglehold (1963) – Bill Morrison
- Tammy and the Doctor (1963) – Dr. Wayne Bentley
- Daniel Boone (1965) Henry Pitcairn
- Who Is the Black Dahlia? (1975, TV Movie) – Capt. Jack Donahoe
- Foes (1977) – McCarey
- Roots (1977, TV Mini-Series) – Squire James
- End of the World (1977) – John Davis
- Stranger in Our House (1978, TV Movie) – Professor Jarvis
- The Rebels (1979, TV Movie) – Dr. Church
- Condominium (1980, TV Movie) – Dr. Arthur Castor
- American Gigolo (1980) – Lawyer
- Access Code (1984) – Senator Williams
- It's Alive III: Island of the Alive (1987) – Juiz Watson